# Doin' Our Thing
| Recensione | Giudizio |
| ---------- | -------- |
| AllMusic   |          |

Doin' Our Thing è un album degli Booker T. & the M.G.'s, pubblicato dalla Stax Records nel marzo del 1968.

## Tracce

### LP
Lato A
1. I Can Dig It – 2:44 (Booker T. Jones, Steve Cropper, Donald Dunn, Al Jackson) – Registrato (probabilmente) il 2 febbraio 1968 a Memphis, Tennessee (Stati Uniti)
2. Expressway (To Your Heart) – 3:00 (Kenny Gamble, Leon Huff) – Registrato (probabilmente) il 2 febbraio 1968 a Memphis, Tennessee (Stati Uniti)
3. Doin' Our Thing – 3:55 (Booker T. Jones, Steve Cropper, Donald Dunn, Al Jackson) – Registrato (probabilmente) il 2 febbraio 1968 a Memphis, Tennessee (Stati Uniti)
4. You Don't Love Me – 2:52 (Willie Cobb) – Registrato (probabilmente) il 2 febbraio 1968 a Memphis, Tennessee (Stati Uniti)
5. Never My Love – 2:45 (Dick Addrisi, Don Addrisi) – Registrato (probabilmente) il 2 febbraio 1968 a Memphis, Tennessee (Stati Uniti)
6. The Exodus Song – 2:35 (Ernest Gold) – Registrato (probabilmente) il 2 febbraio 1968 a Memphis, Tennessee (Stati Uniti)

Lato B
1. The Beat Goes On – 2:32 (Sonny Bono) – Registrato (probabilmente) il 24 novembre 1967 a Memphis, Tennessee (Stati Uniti)
2. Ode to Billie Joe – 3:56 (Bobbie Gentry) – Registrato (probabilmente) il 2 febbraio 1968 a Memphis, Tennessee (Stati Uniti)
3. Blue on Green – 2:29 (Booker T. Jones, Steve Cropper, Donald Dunn, Al Jackson) – Registrato (probabilmente) il 2 febbraio 1968 a Memphis, Tennessee (Stati Uniti)
4. You Keep Me Hanging On – 4:47 (Brian Holland, Lamont Dozier, Edward Holland Jr.) – Registrato (probabilmente) il 2 febbraio 1968 a Memphis, Tennessee (Stati Uniti)
5. Let's Go Get Stoned – 2:51 (Valerie Simpson, Nicholas Ashford, Joseph Armstead) – Registrato (probabilmente) il 2 febbraio 1968 a Memphis, Tennessee (Stati Uniti)

## Musicisti
I Can Dig It / Expressway (To Your Heart) / Doin' Our Thing / You Don't Love Me / Never My Love / The Exodus Song / Ode to Billie Joe / Blue on Green / You Keep Me Hanging On / Let's Go Get Stoned
- Booker T. Jones - organo
- Steve Cropper - chitarra, voce
- Donald Dunn - basso
- Al Jackson Jr. - batteria, voce

The Beat Goes On
- Booker T. Jones - clavicordo
- Steve Cropper - chitarra
- Donald Dunn - basso
- Al Jackson Jr. - batteria[3]

Note aggiuntive
- Booker T. & the M.G.'s – produttori, supervisione
- Loring Eutemey – design copertina album originale
- Peter Hujar – foto copertina frontale album originale
- Bill Kington – foto retrocopertina album originale[4]

## Classifica
Album
| Anno | Classifica             | Posizione raggiunta |
| ---- | ---------------------- | ------------------- |
| 1968 | Billboard 200          | 176                 |
| 1968 | Top R&B/Hip-Hop Albums | 17                  |